# Маунтін-В'ю (Вайомінг)
Маунтін-В'ю (англ. Mountain View) — місто (англ. town) в США, в окрузі Юїнта штату Вайомінг. Населення — 1278 осіб (2020).

## Географія
Маунтін-В'ю розташований за координатами 41°16′20″ пн. ш. 110°20′4″ зх. д. / 41.27222° пн. ш. 110.33444° зх. д. (41.272226, -110.334372).  За даними Бюро перепису населення США в 2010 році місто мало площу 2,19 км², уся площа — суходіл.

## Демографія
Згідно з переписом 2010 року, у місті мешкало 1286 осіб у 468 домогосподарствах у складі 363 родин. Густота населення становила 588 осіб/км².  Було 506 помешкань (231/км²).
Расовий склад населення:
| - 97,0 % — білих - 0,2 % — корінних американців - 0,1 % — чорних або афроамериканців - 0,1 % — азіатів - 1,2 % — осіб інших рас |

До двох чи більше рас належало 1,5 %. Частка іспаномовних становила 3,9 % від усіх жителів.
За віковим діапазоном населення розподілялося таким чином: 32,3 % — особи молодші 18 років, 59,7 % — особи у віці 18—64 років, 8,0 % — особи у віці 65 років та старші. Медіана віку мешканця становила 31,9 року. На 100 осіб жіночої статі у місті припадало 102,8 чоловіків;  на 100 жінок у віці від 18 років та старших — 100,2 чоловіків також старших 18 років.
Середній дохід на одне домашнє господарство  становив 65 104 долари США (медіана — 64 219), а середній дохід на одну сім'ю — 72 954 долари (медіана — 76 875). Медіана доходів становила 68 250 доларів для чоловіків та 32 250 доларів для жінок. За межею бідності перебувало 14,9 % осіб, у тому числі 23,0 % дітей у віці до 18 років та 13,5 % осіб у віці 65 років та старших.
Цивільне працевлаштоване населення становило 539 осіб. Основні галузі зайнятості: сільське господарство, лісництво, риболовля — 23,9 %, освіта, охорона здоров'я та соціальна допомога — 18,2 %, науковці, спеціалісти, менеджери — 12,2 %, транспорт — 10,2 %.
За даними перепису 2000 року,
на території муніципалітету мешкало 1153 людей, було 415 садиб та 320 сімей.
Густота населення становила 563,5 осіб/км². Було 456 житлових будинків.
З 415 садиб у 43,6% проживали діти до 18 років, подружніх пар, що мешкали разом, було 64,6 %,
садиб, у яких господиня не мала чоловіка — 9,9 %, садиб без сім'ї — 22,7 %.
Власники 20,7 % садиб мали вік, що перевищував 65 років, а в 5,1 % садиб принаймні одна людина була старшою за 65 років.
Кількість людей у середньому на садибу становила 2,78, а в середньому на родину 3,21.
Середній річний дохід на садибу становив 49 000 доларів США, а на родину — 58 077 доларів США.
Чоловіки мали дохід 47 222 доларів, жінки — 26 429 доларів.
Дохід на душу населення був 18 945 доларів.
Приблизно 8,3 % родин та 9,0 % населення жили за межею бідності.
Серед них осіб до 18 років було 10,8 %, і понад 65 років — 5,1 %.
Середній вік населення становив 33 років.